# Sphaerostephanos acrostichoides
Sphaerostephanos acrostichoides är en kärrbräkenväxtart som först beskrevs av Nicaise Augustin Desvaux, och fick sitt nu gällande namn av Holtt. Sphaerostephanos acrostichoides ingår i släktet Sphaerostephanos och familjen Thelypteridaceae. Inga underarter finns listade.